# Jumpei Takaki
Jumpei Takaki (高木 純平 Takaki Jumpei?), född 1 september 1982 i Kumamoto prefektur, är en japansk fotbollsspelare.
Takaki började sin karriär 2001 i Shimizu S-Pulse. Han spelade 109 ligamatcher för klubben. Med Shimizu S-Pulse vann han japanska cupen 2001. 2010 flyttade han till Consadole Sapporo. Han gick tillbaka till Shimizu S-Pulse 2013. Efter Shimizu S-Pulse spelade han för Montedio Yamagata och Tokyo Verdy. Han avslutade karriären 2017.